# Séllyey Elek
Séllyei Séllyey Elek (Alsópusztakovec, Zala vármegye, [ma: Donji Pustakovec, Horvátország], 1788. október 8. – Söjtör, 1850. május 17.), Zala vármegye másodalispánja, Zala-, Somogy-, Varasd- és Körös vármegyék táblabírája, földbirtokos.

## Családja és származása
Egy zalai nemesi családban született. Édesapja séllyei Séllyey János, táblabíró, alszolgabíró, birtokos, édesanyja komori Bedekovich Magdolna. Anyai nagyszülei komori Bedekovich Antal (1725–1797), a dalmát-horvát-szlavón báni ítélőtábla ülnöke, és nemes Czindery Johanna (1730–1781) voltak. Az apai nagyszülei Séllyey László, ügyvéd, söjtöri birtokos és Oszterhuber Magdolna voltak. Az apai nagyapai dédszülei Séllyey István, berényi tiszttartó, földbirtokos és petrikeresztúri Patay Judit; Séllyey Istvánné Patay Juditnak a szülei a petrikeresztúri Patay családnak a sarja, idősebb Patay István (fl. 1697–1724), teskándi, söjtöri és tófeji földbirtokos, esküdt, és bánszegi Bán Erzsébet (1656–1736) voltak. Idősebb Patay Istvánné Bán Erzsébet szülei bánszegi Bán István (fl. 1690– 1697), söjtöri, tófeji, teskándi földbirtokos, és nemes Kerpacsics Dorottya (fl. 1690) voltak. Patay István a birtokos jogait örökölte meg anyai ági felmenőitől és Söjtörre költözött el. Bán Istvánné Kerpacsics Dorottyának az édesanyja a Buzád-Hahót nemzetségből való csányi Csány Katalin, akinek a szülei Csány Imre (fl. 1592–1652), földbirtokos és pölöskefői Eördögh Katalin voltak; Csány Imréné Eördögh Katalinnak az ősapja Háshágyi István (fl. 1440–1493), országbírói ítélőmester, földbirtokos, és egyben rokona Háshágyi Dénes (fl. 1483–1536), nagykanizsai várnagynak, valamint Háshágyi Imre (fl. 1536–1577), Zala vármegye alispánjának, akik a 15. században már földbirtokosok voltak Söjtörön. Séllyey Eleknek volt egy Séllyey Lajos nevű bátyja is.

## Élete
Alaptanulmányai után 1803-ban iratkozott be Győri királyi Jogakadémiára, ahol jogi végzetességet szerzett, majd 1803-ban és 1804-ben tovább tanult Szombathelyen. 1809-ben a Napóleon ellen nemesi felkelésben a fiatal 21 éves Séllyey Elek lovasfőhadnagy volt. 1810. május 7. és 1815. november 8. között a muraközi járás alszolgabírája volt, majd később, 1815. november 8.-a és 1828. június 8.-a között a muraközi járás főszolgabírája. Édesanyjától örökölt birtokán gazdálkodott a muraközi járásban.
A liberális érzelmű Séllyey Elek fiatal korában, nagy ellenszenvvel élt az öreg konzervatív, császárhű lovászi és szentmargitai Sümeghy József (1757 - 1832) Zala vármegyei alispánnal szemben. Az elmozdítása után, 1815-ben a liberális körök nyertek erőt Zalában, és ekkor maga Séllyey is magasabbra jutott. Közeli barátja volt kehidai Deák Ferencnek és Csány Lászlónak. 1828. június 8-án Zala vármegye másodalispánjává választották meg, tisztség amelyet 1831. június 20.-áig töltötte be. 1836 és 1841 között elnöke volt a Zala megye népnevelési választmányának, és felmérte a muraközi népiskolák helyzetét. Zala reformellenzéket aktívan támogatta. 1849-ig a kőszegi székhelyű Dunántúli Kerületi Tábla - fellebbviteli bíróság - ülnöke volt.

## Házassága és gyermekei
1816. szeptember 13.-án Nemesszeren feleségül vette a 20 éves nemes Csertán Rozália Erzsébet (*Nemesszer, 1794. december–†Söjtör, 1855. január 14.) kisasszonyt, akinek az szülei, nemes Csertán Károly (1768-1832), táblabíró, a kapornaki járás főszolgabírája és nemes Vargha Rozália (1775-1848) voltak. Séllyey Elekné Csertán Rozália öccse, nemes Csertán Sándor (1809 - 1864), táblabíró, kormánybiztos az 1848–49-es forradalom és szabadságharc alatt, országgyűlési képviselő volt. Csertán Rozália húga, Csertán Zsuzsanna (1807–1887), akinek a férje, nemes Glavina Lajos (1806–1885) Zala vármegye főispánja volt. Az esküvői tanúk nemesnépi Dienes István (1767–1821), táblabíró, a Szegedy család ügyvédje, szentpéterúri földbirtokos, és Csány István, földbirtokos voltak. Séllyey Elek és Csertán Rozália házasságából született:
- Séllyey László (Gelse, 1817. április 22.–Gelse, 1886. szeptember 3.), földbirtokos, a muraközi járás főszolgabírája.[11] Felesége: Riegler Mária (Gasztony, 1833. augusztus 10.–Lórántháza, 1914. április 25.).[12]
- Séllyey Lajos Károly Ede (*Nemesszer, 1818. július 13.–†Söjtör, 1821. június 4.)
- Séllyey Klára Emília Magdolna Rozália (*Nemesszer, 1819. augusztus 11.–†Nemesszer, 1819. szeptember 12.)
- Séllyey Emília Klára Rozália(*Nemesszer, 1821. február 4.–†Alsópusztakovec, 1896. február 24.).[13] Férje: nárai Szabó Imre (Nárai, 1823. március 31.–†Alsópusztakovec, 1904. július 19.), 1848/49-ik vezérkari őrnagy a hadügyminisztérium, Csáktornya országgyűlési képviselője, a Zala megyei Honvédegylet tagja, földbirtokos.[14]
- Séllyey Magdolna Rozália Mária Krisztina (*Nemesszer, 1822. március 7.–†Söjtör, 1901. november 23.). Férje: lovászi és szentmargitai Sümeghy Ferenc Imre (Söjtör, 1819. október 19. – Söjtör, 1869. április 26.) főszolgabíró, a Deák-párt országgyűlési képviselője.
- Séllyey Kálmán Elek István (*Nemesszer, 1823. július 14.–†)